# دیوید کوپاکز
دیوید کوپاکز (انگلیسی: David Kopacz؛ زادهٔ ۲۹ مهٔ ۱۹۹۹) بازیکن فوتبال اهل لهستان است.
از باشگاه‌هایی که در آن بازی کرده‌است می‌توان به باشگاه فوتبال اشتوتگارت و باشگاه فوتبال وورتسبورگ کیکرز اشاره کرد.
وی همچنین در تیم‌های ملی فوتبال Poland national youth football team, Poland national under-16 football team, Poland national under-17 football team, Poland national under-18 football team, Poland national under-19 football team، زیر ۲۰ سال لهستان، و زیر ۲۱ سال لهستان بازی کرده‌است.